# Jeremy Helmer
Jeremy Helmer (Amstelveen, 3 juli 1997) is een Nederlandse voetballer die doorgaans als middenvelder speelt. Hij stroomde in 2016 door vanuit de jeugdopleiding van AZ.

## Clubcarrière
Helmer begon met voetballen bij SV Diemen alvorens hij in de jeugdopleiding van AZ terechtkwam. Op 27 juni 2013 tekende de middenvelder zijn eerste contract, dat inging op 3 juli van dat jaar, op zijn zestiende verjaardag. Het contract liep tot medio 2016. In juli 2015 verlengde hij zijn contract tot medio 2019 met een optie voor twee extra jaren.
In het seizoen 2016/17 stroomde Helmer door naar het eerste elftal. Op 21 september 2016 debuteerde hij voor AZ in de wedstrijd om de KNVB beker tegen FC Lienden. Hij kwam in de slotminuten binnen de lijnen en gaf de assist voor de 1−4, wat tevens de eindstand was. In de achtste finale tegen ASWH startte Helmer voor het eerst in de basis en speelde hij de hele wedstrijd mee. AZ won de wedstrijd met 2−0 dankzij treffers van Robert Mühren en Fred Friday. Helmer debuteerde op 19 februari 2017 in de Eredivisie in de uitwedstrijd bij Willem II als invaller na 61 minuten voor Mats Seuntjes.
Na jaren van blessureleed trainde Helmer in 2024 mee bij Derdedivisionist IJsselmeervogels. Hier tekende hij een contract voor het seizoen 2024/25. Op 17 januari 2025 werd zijn contract met een jaar verlengd, met de optie voor nog een jaar. 

## Clubstatistieken

### Beloften
| Seizoen | Club    | Competitie     | Competitie | Competitie |
| Seizoen | Club    | Competitie     | Wed.       | Dlp.       |
| ------- | ------- | -------------- | ---------- | ---------- |
| 2016/17 | Jong AZ | Tweede divisie | 27         | 10         |
| 2017/18 | Jong AZ | Eerste Divisie | 6          | 3          |
| 2018/19 | Jong AZ | Eerste Divisie | 17         | 3          |
| Totaal  | Totaal  | Totaal         | 50         | 16         |

Bijgewerkt t/m 1 juli 2020

### Senioren
| Seizoen         | Club            | Competitie      | Competitie | Competitie | Beker | Beker | Internationaal | Internationaal | Totaal | Totaal |
| Seizoen         | Club            | Competitie      | Wed.       | Dlp.       | Wed.  | Dlp.  | Wed.           | Dlp.           | Wed.   | Dlp.   |
| --------------- | --------------- | --------------- | ---------- | ---------- | ----- | ----- | -------------- | -------------- | ------ | ------ |
| 2016/17         | AZ              | Eredivisie      | 2          | 0          | 2     | 0     | 0              | 0              | 4      | 0      |
| 2017/18         | AZ              | Eredivisie      | 9          | 1          | 3     | 0     | —              | —              | 12     | 1      |
| 2018/19         | AZ              | Eredivisie      | 1          | 0          | 0     | 0     | —              | —              | 1      | 0      |
| Club totaal     | Club totaal     | Club totaal     | 12         | 1          | 5     | 0     | 0              | 0              | 17     | 1      |
| 2019/20         | De Graafschap   | Eerste Divisie  | 12         | 1          | 1     | 0     | —              | —              | 13     | 1      |
| Club totaal     | Club totaal     | Club totaal     | 12         | 1          | 1     | 0     | 0              | 0              | 13     | 1      |
| Carrière totaal | Carrière totaal | Carrière totaal | 24         | 2          | 6     | 0     | 0              | 0              | 30     | 2      |

 Bijgewerkt t/m 1 juli 2020